# Fred Perry
Frederick »Fred« John Perry , angleški tenisač, * 18. maj 1909, Stockport, Anglija, † 2. februar, 1995, Melbourne, Avstralija.
Fred Perry je nekdanja številka ena na moški teniški lestvici in zmagovalec osmih posamičnih turnirjev za Grand Slam, še dvakrat pa je zaigral v finalu. Po trikrat je osvojil Nacionalno prvenstvo ZDA in Prvenstvo Anglije, po enkrat pa Prvenstvo Avstralije in Amatersko prvenstvo Francije. V desetih finalih se je kar po štirikrat pomeril z Jackom Crawfordom in Gottfriedom von Crammom, proti obema je dosegel po tri zmage in en poraz. Štiri leta je bil številka ena na moški teniški lestvici, prvič leta 1934. S svojimi tremi zaporednimi zmagami je zadnji domači zmagovalec na turnirju za Prvenstvo Anglije v Wimbledonu. Perry je prvi tenisač, ki je osvojil vse štiru turnirje za Grand Slam, karierni Grand Slam je dopolnil v starosti šestindvajset let. Leta 1975 je bil sprejet v Mednarodni teniški hram slavnih.
Perry je ob tenisu tekmoval tudi v namiznem tenisu. Na svetovnih prvenstvih je osvojil naslov svetovnega prvaka leta 1929 ter še eno srebrno in štiri bronaste medalje.

## Finali Grand Slamov posamično (10)

### Zmage (8)
| Leto | Turnir                       | Nasprotnik v finalu | Rezultat finala           |
| 1933 | Nacionalno prvenstvo ZDA     | Jack Crawford       | 6–3, 11–13, 4–6, 6–0, 6–1 |
| 1934 | Prvenstvo Avstralije         | Jack Crawford       | 6–3, 7–5, 6–1             |
| 1934 | Prvenstvo Anglije            | Jack Crawford       | 6–3, 6–0, 7–5             |
| 1934 | Nacionalno prvenstvo ZDA (2) | Wilmer Allison      | 6–4, 6–3, 3–6, 1–6, 8–6   |
| 1935 | Amatersko prvenstvo Francije | Gottfried von Cramm | 6–3, 3–6, 6–1, 6–3        |
| 1935 | Prvenstvo Anglije (2)        | Gottfried von Cramm | 6–2, 6–4, 6–4             |
| 1936 | Prvenstvo Anglije (3)        | Gottfried von Cramm | 6–1, 6–1, 6–0             |
| 1936 | Nacionalno prvenstvo ZDA (3) | Don Budge           | 2–6, 6–2, 8–6, 1–6, 10–8  |

### Porazi (2)
| Leto | Turnir                       | Nasprotnik v finalu | Rezultat finala         |
| 1935 | Prvenstvo Avstralije         | Jack Crawford       | 6–2, 4–6, 4–6, 4–6      |
| 1936 | Amatersko prvenstvo Francije | Gottfried von Cramm | 0–6, 6–2, 2–6, 6–2, 0–6 |